# Martin Puttke
Martin Puttke (geb. 30. April 1943 in Breslau) ist ein deutscher Ballettpädagoge, Ballettmeister, Ballettdirektor und Tanzwissenschaftler.

## Leben
Martin Puttke besuchte die Volksschule in Wallenfels/Oberfranken, anschließend das Max-Planck-Gymnasium in Dortmund. Von 1961 bis 1962 war er Tanzeleve am Theater der Werftstadt Stralsund. Von 1962 bis 1966 erhielt er seine Ausbildung zum klassischen Tänzer an der Staatlichen Ballettschule Berlin. Ab 1966 bis 1970 erhielt er ein Engagement als Tänzer im Corps de ballet an der Deutschen Staatsoper Berlin. Von 1970 bis 1975 studierte Martin Puttke Ballettpädagogik/Ballettmeister an der Theaterhochschule „GITIS“ Moskau bei Nikolai I. Tarassov. Ab 1975 war er Dipl.-Ballettpädagoge an der Staatlichen Ballettschule Berlin, ab 1979 bis 1995 Künstlerischer Leiter und von 1981 bis 1992 zusätzlich Direktor dieser Ausbildungseinrichtung, 1988 Professor an der Theaterhochschule Ernst Busch, Berlin.
Unter seiner Leitung wurde die Staatliche Ballettschule Berlin zu einem der führenden Ausbildungsinstitute der Welt. Zu seinen Schülern zählen renommierte Solisten wie Brit Rodemund, Christina McDermott, Oliver Matz, Mario Perricone, Raimondo Rebeck und Gregor Seyffert, die auf den bedeutendsten Ballettwettbewerben der Welt Goldmedaillen und Hauptpreise errangen.
„Puttke wird heute zu den international führenden Ballettpädagogen der Gegenwart gezählt.“ (Ballett International)
Von 1990 bis 1992 übernahm er zusätzlich die künstlerische Leitung des Balletts der Deutschen Staatsoper Berlin, wo er u. a. mit Rudolf Nurejew, Patrice Bart und Maurice Bejart zusammenarbeitete. Gleichzeitig festigte er seinen Ruf als Spezialist für Klassischen Tanz und Ballettpädagoge durch Vorlesungen, Seminare und Gastunterricht weltweit.
Von 1995 bis 2008 war er Ballettdirektor des „aalto ballett theaters essen“, das wegen seiner hohen Tanzkultur in klassischen wie modernen Werken in kurzer Zeit große Anerkennung gefunden hat. „So ist Essen zu einem Zentrum der jungen Choreographie geworden, mit dem kaum eine andere Stadt in Deutschland – und auch nicht in Österreich oder der Schweiz – konkurrieren kann.“ (Horst Koegler, „Martin Puttke, Ballettdirektor in Essen“, Theater und Philharmonie Essen GmbH, 2008)
Martin Puttke ist Initiator und Mitbegründer der „Bundesdeutschen Ballett- und Tanztheater Direktorenkonferenz“ (BBTK) und vom Gründungsjahr 2001 bis 2010 ihr 1. Sprecher. Er initiierte und gründete ebenfalls gemeinsam mit Nele Hertling den „Dachverband Tanz Deutschland“ (DTD), dessen Vorstandsmitglied er von 2008 bis 2020 war. Seitdem ist er Ehrenmitglied im Dachverband. Seit 2008 ist er Ehrenmitglied des Aalto Theater Essen.
Von 1994 bis 2011 war Puttke 2. Vorsitzender des „Deutschen Berufsverbands für Tanzpädagogik e.V.“.

## Wissenschaftliche Arbeit
Martin Puttke entwickelte ein neues Lehrsystem für den Tanz: Danamos – dance art master system, welches das motorische System des Menschen mit Hilfe von „Bewegungsmorphemen“ neu konzeptualisiert. Dieses innovative Konzept definiert die menschlichen Bewegungen und ihre Redundanz durch ein vereinfachtes Modell als elementare Grundlage für jede künstlerische Tanztechnik. Künstlerisch-pädagogische, psychologische, ästhetische, tanztechnische oder medizinische Aspekte erhalten dadurch größere Klarheit und ermöglichen eine kritische Analyse tradierter Lehrpraktiken. Das Konzept überzeugt durch seine Einfachheit und eine ungewöhnliche Verbindung von wissenschaftlichen Erkenntnissen der Biomechanik, Neurokognition und Physik mit der Tanzdidaktik und Tanzkunst. Danamos hat große Beachtung und Anerkennung in der Tanzwelt und tanzpädagogischen Praxis gefunden.
„Martin Puttkes wissenschaftlich evaluiertes Dance Native Motion System (1. Fassung, später dance art master system) könnte die Tanzdidaktik revolutionieren.“ „Danamos liefert hier eine klassische Minimax-Methode, die mit minimaler Intervention maximale Wirkung zeitigt“ (Dorion Weickmann, „Ballett-Intern“, 8/2010)
„Mit der Danamos-Methode und dem ihr innewohnenden Zugriff findet der aktuelle Erkenntnisstand der Neurologie, der Kommunikationswissenschaften und nicht zuletzt der Lerntheorien und Lernpsychologie endlich Einzug in die Tanzwelt.“ Lothar Kleist, Dipl.Päd./Sportwissensch., 2013
„Die Antwort der Forscher (Dr.Bläsing, Prof.Puttke, Prof. Schack) könnte die klassische Ballettpraxis auf den Kopf stellen: Tanzen lernen heißt Denken lernen, fasst Puttke ihre Einsichten zusammen.“ (Manuela Lenzen, „Psychologie Heute“, 12/2010)
„Er fand etwas Grundsätzliches heraus, das wie ein Alphabet der Bewegungsforschung fungieren könnte, etwas, das nicht nur für den hoch spezialisierten Balletttänzer, sondern für alle menschlichen Bewegungsabläufe Bedeutung haben sollte.“ (Ottmar Gendera, Wissenschaftsjournalist für Tanzplan Deutschland/Essen 2010)
„Ein Pädagoge von Format, wie es seit dem Weggang Viktor Gsovskys während der Nazijahre keinen mehr in Deutschland gegeben hatte....Als Ballettmann verkörpert er heute bereits das Europa von morgen!“ (Horst Koegler, „Martin Puttke-Ballettdirektor in Essen“ Theater und Philharmonie GmbH 2008)
Seit 2007 erweiterte Puttke das Konzept in Zusammenarbeit mit Dr.habil. Bettina Bläsing, Universität Bielefeld und Prof. Dr. Dimitri Volchenkov, Universität Bielefeld jetzt Mathematics & Statistics, Texas University, Lubbok, USA.
Seit 2020 Zusammenarbeit mit Prof. Dr. André Seyfarth, Lehrstuhl Sportbiomechanik, Technische Universität Darmstadt und Maximilian Stasica, TU Darmstadt. Im Institut der Sportwissenschaft wurde 2022 das Danamos Konzept für eine erweiterte Anwendung analysiert und im Labor erfolgreich getestet.

## Veröffentlichungen
Martin Puttke ist Autor verschiedener Artikel über das klassische Ballett und Herausgeber und Coautor der Bücher „Erlebnis Ballett oder der anspruchsvolle Weg zum Tänzer“ sowie Herausgeber und Übersetzer der russischen Fachbücher „Klassischer Tanz – Die Schule des Tänzers“ von Nikolai I. Tarassov, Moskau und „Pas de Deux im Klassischen Tanz“ von Nikolai Serebrennikov, St. Petersburg, alle Henschelverlag Berlin.
- Mitherausgeber und Coautor „The Neurocognition of Dance“, Psychology Press, England und USA 2010 und 2019.
- “Motion analysis as pedagogic tool in dance, learning to dance means learning to think” in „Handbook of Human Motion”, Springer International Publishing 2017.

| Personendaten    | Personendaten                                                                      |
| ---------------- | ---------------------------------------------------------------------------------- |
| NAME             | Puttke, Martin                                                                     |
| KURZBESCHREIBUNG | deutscher Ballettpädagoge, Ballettmeister, Ballettdirektor und Tanzwissenschaftler |
| GEBURTSDATUM     | 30. April 1943                                                                     |
| GEBURTSORT       | Breslau                                                                            |